# Fal·làcia patètica

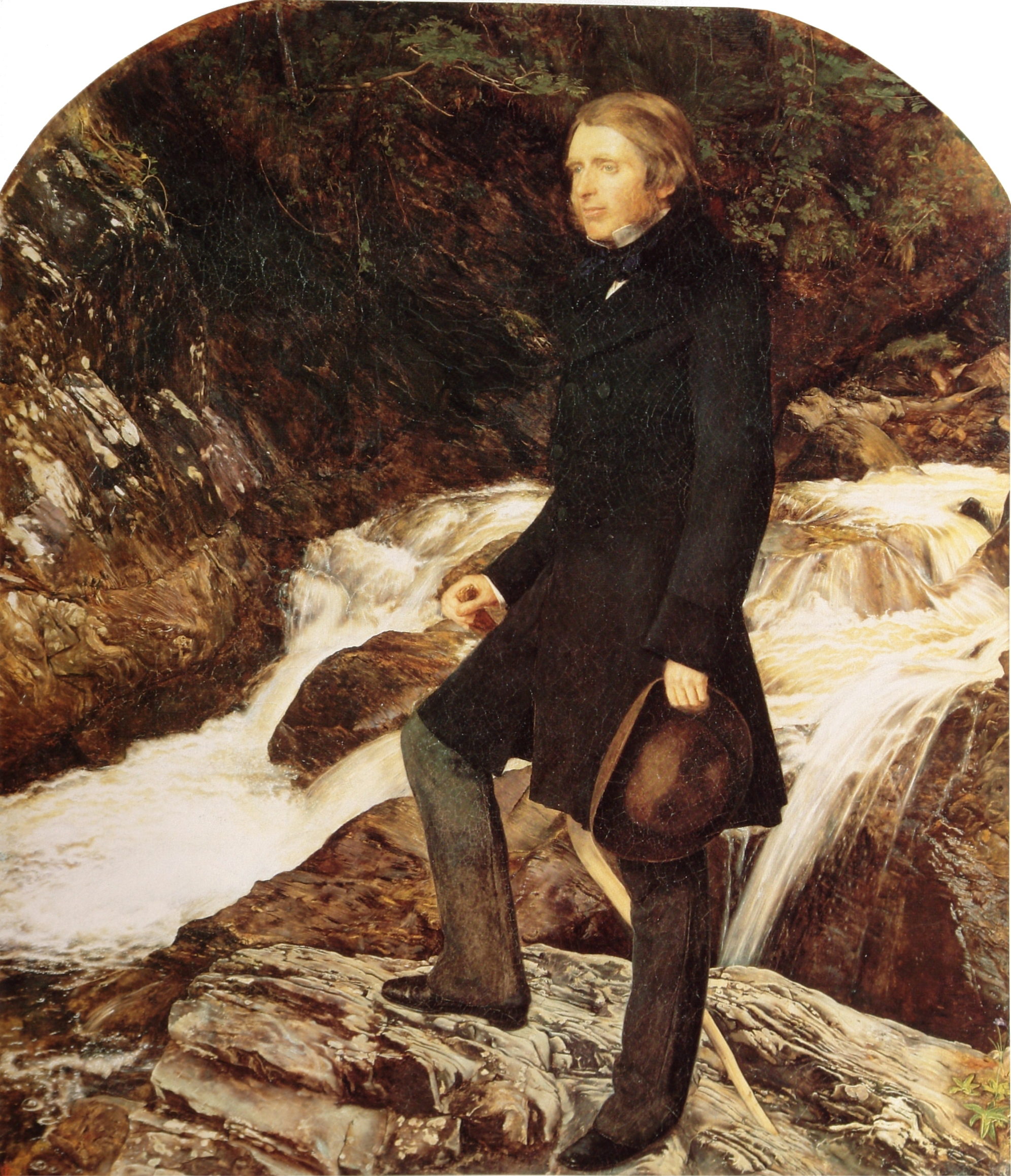
John Ruskin a Glenfinlas, Escòcia (1853–1854), per John Everett Millais.

La fal·làcia patètica o fal·làcia antropomòrfica és la descripció d'objectes inanimats de la naturalesa de manera que se'ls dota amb sentiments, pensaments i sensacions humanes. És un cas especial de la fal·làcia de reïficació. La paraula "patètica" ací s'entén com empatia i no és pejorativa. El terme s'origina en la crítica literària però el seu ús s'ha estés.
El terme va ser encunyat per John Ruskin en Modern Painters (1856), en el qual Ruskin va escriure que la missió de la fal·làcia patètica era la de «significar qualsevol descripció d'objectes naturals inanimats que els atribuïsca capacitats, sensacions i emocions humanes».
En el sentit estricte de Ruskin, la fal·làcia patètica és un error artístic, ja que ell creia que el valor central de l'art, literari o visual, hauria de ser la seua representació veraç del món tal com apareix davant els nostres sentits, i no com apareix en les nostres reflexions imaginatives i imaginàries sobre ell.
Els crítics posteriors a Ruskin generalment no ho van secundar al considerar la fal·làcia patètica com un error artístic, assumint en canvi que l'atribució de sentiments i trets humanitzants a la naturalesa és una manera centralment humana d'entendre el món, i que efectivament té un paper útil i important en l'art i la literatura. De fet, rebutjar l'ús de la fal·làcia patètica significaria rebutjar la major part de la poesia romàntica i de moltes de les imatges més memorables del Comte d'Oxford. No obstant això, per als crítics literaris és útil tenir un terme específic per a descriure tendències antropomorfes en l'art i la literatura, per la qual cosa la frase s'utilitza actualment en un sentit neutral i despullada de prejudicis.
La fal·làcia patètica no és una fal·làcia lògica, ja que no implica un error en el raonament. Com figura retòrica, té una certa semblança a la personificació, encara que és menys formal.
En el camp de les relacions internacionals, cal destacar l'aproximació conceptual que va realitzar el politòleg argentí Carlos Escudé, en la seua obra Realismo periférico:
| « | Postule en primer lloc que tota invocació de la «dignitat», «l'orgull» o «l'honor» nacionals constitueix una extrapolació a la nació de conceptes que són vàlids per a l'individu, la fal·làcia patètica o fal·làcia antropomòrfica és la descripció d'objectes inanimats de la naturalesa de manera que se'ls dota amb sentiments, pensaments i sensacions humanes. És un cas especial de la fal·làcia de reïficació. La paraula «patètica» ací s'entén com empatia i no és pejorativa. El terme s'origina en la crítica literària però el seu ús s'ha estés El terme va ser encunyat per John Ruskin en Modern Painters (1856), en el qual Ruskin va escriure que la missió de la fal·làcia patètica era la de "significar qualsevol descripció d'objectes naturals inanimats que els atribuïsca capacitats, sensacions i emocions humanes. En el sentit estricte que té un sistema nerviós i una espina dorsal, i que és un tot superior a la suma de les seues parts. Aquests conceptes, no obstant això, no són vàlids o aplicables per les col·lectivitats, que no tenen una espina dorsal sinó en termes d'una metàfora dolenta, i que, des del punt de vista de la raó d'ésser de l'Estat no constitueixen «tots» superiors a la suma de les seues parts; manquen, com a tals, de sistema nerviós i de sentiments. (...) En segon lloc, postule que en totes les invocacions a la dignitat, l'orgull o l'honor nacionals està present un elitisme pervers, especialment quan aquests conceptes s'utilitzen per a criticar polítiques pragmàtiques que atenen exclusivament als costos i beneficis materials d'un país pobre com l'Argentina. | » |